# Rufino Gama
Rufino Walter Gama (sinh ngày 20 tháng 6 năm 1998) là một cầu thủ bóng đá thi đấu ở vị trí tiền đạo cho AS Académica và Đội tuyển bóng đá quốc gia Đông Timor.

## Sự nghiệp quốc tế
Gama ra mắt quốc tế khi vào sân từ phút 81 trước Malaysia. Anh ghi bàn thắng quốc tế đầu tiên cho Đông Timor trong trận đấu trước Trung Hoa Đài Bắc kết thúc với thất bại 1-2.

## Thống kê sự nghiệp

### Quốc tế
Tính đến ngày 9 tháng 12 năm 2021.
| Đội tuyển quốc gia | Năm       | Trận | Bàn |
| ------------------ | --------- | ---- | --- |
| Đông Timor         | 2016      | 6    | 2   |
| Đông Timor         | 2017      | 3    | 1   |
| Đông Timor         | 2018      | 7    | 3   |
| Đông Timor         | 2019      | 2    | 1   |
| Đông Timor         | 2021      | 3    | 0   |
| Tổng cộng          | Tổng cộng | 21   | 7   |

### Bàn thắng quốc tế
Tỉ số và kết quả liệt kê bàn thắng của Đông Timor trước.
| #  | Ngày                 | Địa điểm                                                  | Đối thủ           | Tỉ số | Kết quả | Giải đấu                 |
| -- | -------------------- | --------------------------------------------------------- | ----------------- | ----- | ------- | ------------------------ |
| 1. | 8 tháng 10 năm 2016  | Sân vận động Quốc gia, Cao Hùng, Đài Loan                 | Đài Bắc Trung Hoa | 1–0   | 1–2     | Vòng loại Asian Cup 2019 |
| 2. | 15 tháng 10 năm 2016 | Sân vận động Olympic, Phnôm Pênh, Campuchia               | Brunei            | 1–0   | 1–2     | Vòng loại AFF Cup 2016   |
| 3. | 4 tháng 12 năm 2017  | Sân vận động Thành phố Đài Bắc, Đài Bắc, Đài Loan         | Đài Bắc Trung Hoa | 1–1   | 1–3     | CTFA Cup 2017            |
| 4. | 12 tháng 10 năm 2018 | Sân vận động Olympic, Phnôm Pênh, Campuchia               | Campuchia         | 2–1   | 2–2     | Giao hữu                 |
| 5. | 13 tháng 11 năm 2018 | Sân vận động Gelora Bung Karno, Jakarta, Indonesia        | Indonesia         | 1–0   | 1–3     | AFF Cup 2018             |
| 6. | 21 tháng 11 năm 2018 | Sân vận động Quốc gia, Kallang, Singapore                 | Singapore         | 1–1   | 1–6     | AFF Cup 2018             |
| 7. | 11 tháng 6 năm 2019  | Sân vận động Quốc gia Bukit Jalil, Kuala Lumpur, Malaysia | Malaysia          | 1–5   | 1–5     | Vòng loại World Cup 2022 |